# Kameelhalswesp
De kameelhalswesp (Lestica clypeata) is een vliesvleugelig insect uit de familie van de graafwespen (Crabronidae).

```
De wetenschappelijke naam van de soort is voor het eerst geldig gepubliceerd in 1759 door Schreber.
```